# Santa Isabel (São Gonçalo)

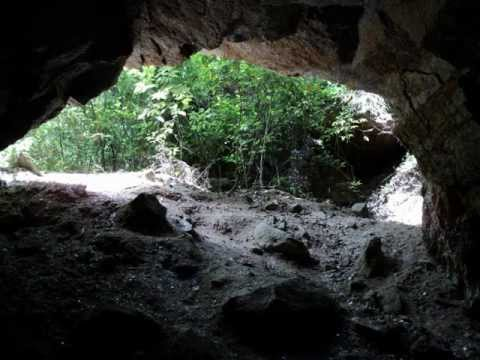
Cavernas de Santa Isabel Fonte: São Gonçalo Turismo

Santa Isabel é um bairro do município de São Gonçalo, no estado do Rio de Janeiro.
Localizado no segundo distrito, o bairro tem uma grande área territorial, contando com os sub-bairros Quinta Dom Ricardo, Monte Formoso, Itaitindiba, Engenho Novo, Rio Frio e Cordeiro,  entre outras localidades, algumas delas com características rurais.
Limita-se com os bairros Largo da Ideia, Monjolos, Barracão, Sacramento, Ipiíba, Eliane e Ieda.

## O bairro
O bairro se localiza no município de São Gonçalo, fazendo parte do distrito de Ipiíba, que é o segundo distrito de São Gonçalo.                                                                             As principais vias do bairro são: Estrada de Ipiíba, Estrada de Itaitindiba, Estrada do Sapê, Estrada do Cordeiro e Estrada de Santa Isabel.
Sua população é de 14.600 habitantes. A população masculina representa 7.023 homens, e a população feminina, 7.577 mulheres.
Santa Isabel é um bairro carente, de classe média baixa. Santa Isabel passou por uma favelização de sua área rural e com o passar dos tempos o bairro adquiriu características de Favela-Rural.
Santa Isabel é um bairro residencial e bem arborizado com paisagens tipicamente rurais e de Mata Atlântica. Santa Isabel é um dos maiores bairros de São Gonçalo em tamanho geográfico e lá que se encontra o Alto do Gaia, com 538 metros de altitude, considerado o ponto mais alto de São Gonçalo, encontra-se também as Cavernas de Santa Isabel que fica dentro da Fazenda Santa Edwiges e a Igreja Nossa Senhora Aparecida e o tradicional Campo dos Cordeiros de futebol.
No bairro fica a Paróquia Nossa Senhora da Conceição e Santa Isabel, datada do século XIX, o Cemitério Municipal, a Fazenda Santa Edwiges e a Fazenda de Itaitindiba.
A área comercial de Santa Isabel localiza-se às margens da Estrada de Santa Isabel até a Praça de Santa Isabel, onde depois adentra na Estrada de Ipiíba, estrada dos Cordeiros e na Estrada do Sapê.
A maioria da população de Santa Isabel trabalha em outros bairros de São Gonçalo (em sua maioria (Alcântara e Centro) e nas cidades de Niterói e Rio de Janeiro.
Apesar da população não deixar abater-se pelos problemas e continuar a ser um povo trabalhador e heroico, é inegável o fato de Santa Isabel sofrer com o descaso dos sucessivos governos e ser um bairro carente das coisas mais básicas de uma cidade, como por exemplo: saneamento básico, hospital, asfalto e inúmeros outros problemas que afetam o bairro.

## Transporte
O transporte de Santa Isabel é composto pelos ônibus da viação Auto Ônibus Fagundes e da Auto Ônibus Alcântara.
O bairro também conta com vans que fazem o transporte da população.[carece de fontes?]

## Comércio
O comércio de Santa Isabel é constituído de pequenos mercados, bazares, sacolões, padarias, bares, lojas de produtos de construções, lanchonetes, pensões, salão de beleza, farmácias, perfumarias, açougues, venda de gás e comércios de pequenos e médios portes.
O comércio local é distribuído pelas principais vias do bairro se estendendo pelos sub-bairros, porém, a grande concentração comercial do bairro se localiza em volta da Praça de santa Isabel e nas vias em volta.

## Educação
Em Santa Isabel existem poucas escolas, mas são referências na região, existindo desde públicas até privadas. São elas: Escola Estadual Amanda Velasco, Escola Municipal Célia Pereira da Rosa, CIEP Brizolão 410 Patricia Galvão PAGU, Escola Municipal Marcus Vinicius Melo de Moraes, CECRO e Jardim Escola Cultura e Ensino, Centro Educacional Luciete Manhãs, as últimas são particulares.

## Saúde
Santa Isabel possui um Unidade de Saúde da Família (USF), e a Clínica Santa Isabel (particular). Além do mais, os moradores  tem que se deslocar a outros bairros próximos para conseguirem um hospital ou uma UPA como por exemplo o Hospital das Freiras no Lagoinha ou para Alcântara, à busca do Hospital Estadual Alberto Torres, Clínica Municipal Gonçalense ou o Pronto Socorro Alcântara. 

## Turismo
Santa Isabel tem um grande potencial para o turismo rural, com paisagens verdes e de Mata Atlântica, o Alto da Gaia, as Cavernas de Santa Isabel, Fazenda Santa Edwiges, Fazenda de Itaitindiba que originou-se da sesmaria doada a um padre jesuíta em 1687. No terreno encontra-se a Capela de São José, construída por escravizados indígenas no fim do século XVII e reconhecida pelo Vaticano em 1780. Se tornando um dos patrimônios de São Gonçalo.
O Alto do Gaia, com 538 metros de altitude, considerado o ponto mais alto de São Gonçalo, na área rural da Serra de Itaitindiba. O Alto do Gaia se localiza no segundo distrito da cidade, com uma bela vista de toda a região. Consegue-se observar de lá de cima São Gonçalo, Itaboraí e Maricá. Além da Área de Proteção Ambiental (APA) de Guapimirim, que embora tenha esse nome, o seu início na verdade é em São Gonçalo e atinge ainda Itaboraí, Magé, Guapimirim entre outras cidades vizinhas. O Alto do Gaia faz parte da Serra de Itaitindiba.
As cavernas de Santa Izabel são um conjunto de 22 minas com aproximadamente 10 mil metros quadrados de extensão, que foram desativadas após terem sido inundadas pela água de um lençol freático. A prática de mergulho no local não é aconselhável. É possível chegar a pé, com uma caminhada de 50 minutos via centro de Santa Izabel. As cavernas ficam dentro do terreno da Fazenda Santa Edwiges, mas são abertas ao público. É preciso ir acompanhado de alguém que conheça o caminho, pois a trilha é de mata fechada e há cobras. O Grupo Granito já realizou descidas de rapel no local.

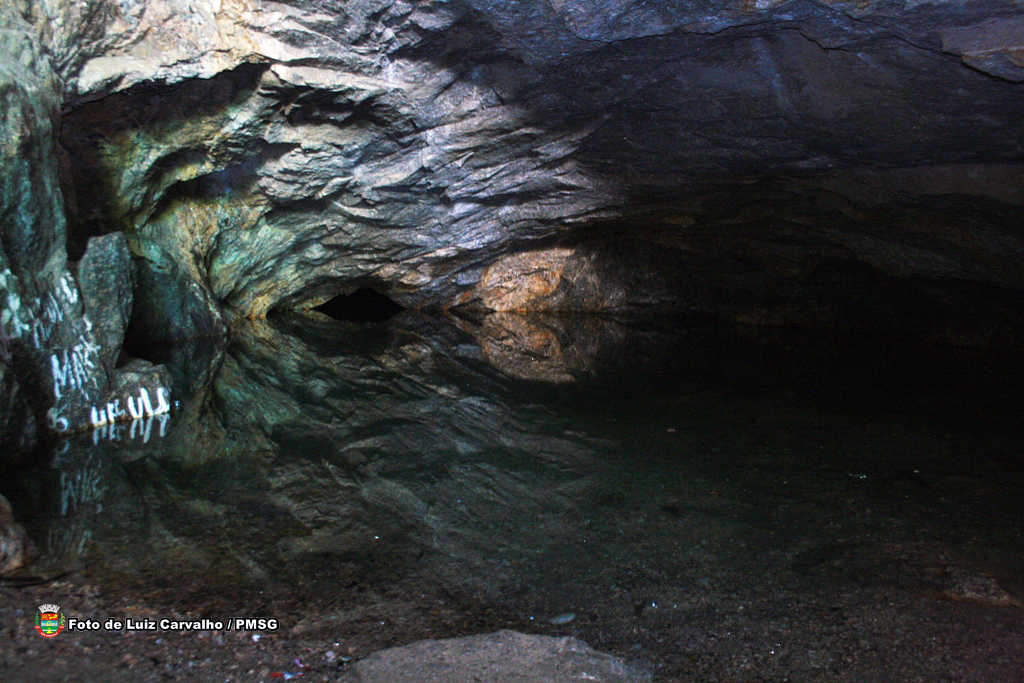
Cavernas de Santa Isabel Fonte: Luiz Carvalho, 2015.

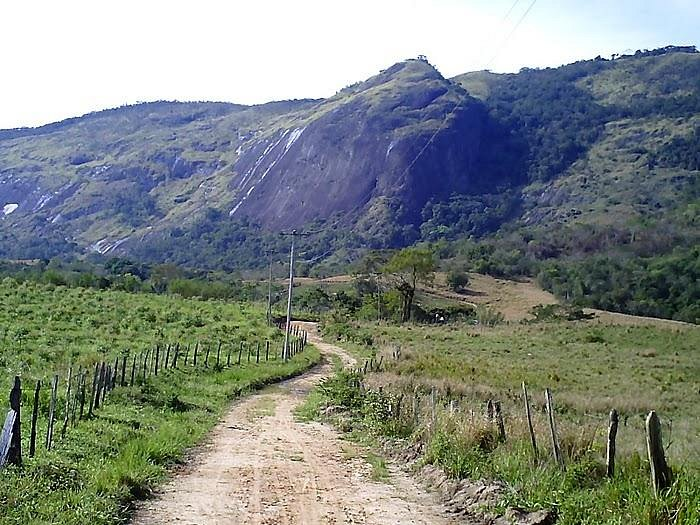
Alto do Gaia

## Sub-bairros de Santa Isabel
- Quinta Dom Ricardo
- Rio Frio
- Itaitindiba

## Hidrografia
Santa Isabel é cortado pelos rios Aldeia e Cabuçu; porém, nos dias atuais, estes rios estão imensamente poluídos e muitos já o consideram valões.
O Rio Aldeia é um afluente do Rio Macacu que passa também pelo município de Itaboraí. Rio Aldeia recebeu este nome, pois conta à história, que nas margens do rio vivia uma aldeia indígena na época da colonização portuguesa em São Gonçalo.

## Clima
O clima de Santa Isabel é ameno e seco, variando entre a temperatura máxima anual de 33º e a mínima de 12º, devido à influência da Serra de Itaitindiba, que possui 538 metros de altitude. Santa Isabel e região podem ter invernos frios, com médias de 14 e 12 °C. As chuvas são bem distribuídas durante o ano e nos meses de inverno, causando neblina e névoa.